# Anamaria Vartolomei
Anamaria Vartolomei (9. dubna 1999 Bacău) je francouzsko-rumunská herečka, která svou kariéru zahájila jako dětská herečka ve filmu My Little Princess (2011). Za svůj výkon ve filmu Happening (2021) získala cenu Lumière za nejlepší herečku a cenu César pro nejslibnější herečku. Její talent byl rozpoznán i mezinárodně, když se objevila na seznamech vycházejících francouzských talentů UniFrance a Screen International. Svůj anglickojazyčný debut si odbyla ve filmu Ponga Čun-ho Mickey 17 (2025).

## Mládí a vzdělání
Vartolomei se narodila v rumunském Bacău a žila v Dărmănești. Její rodiče začali pracovat v zahraničí, nejprve v Anglii a později ve Francii, když byly Vartolomei pouhé dva roky. Během jejich nepřítomnosti se o ni starali prarodiče. V šesti letech se připojila k rodičům a usadila se v Issy-les-Moulineaux.  Navštěvovala l'école Anatole France  a herectví studovala na Cours Florent a Les Enfants Terribles. Zapsala se sice na moderní literaturu na Sorbonně, ale po jediném dni studia zanechala, aby se plně věnovala herecké kariéře.

## Filmy
Herečka je často obsazována
- My Little Princess (2011) – Violetta Giurgiu
- Jacky in the Kingdom of Women (2014) – Zonia
- The Second Shore (2015) – Alexandra
- My Revolution (2016) – Sygrid
- The Ideal (2016) – Lena
- Eternity (2016) – Margaux
- The Sower (2017) – Joséphine
- The Royal Exchange (2017) – Louise Élisabeth d'Orléans
- Sororal (2019) – Emilie
- Just Kids (2019) – Lisa Certy
- How to Be a Good Wife (2020) – Albane Des-deux-Ponts
- Happening (2021) – Anne Duchesne
- Méduse (2022) – Clémence
- The Empire (2024) – Jane de Baecque
- Being Maria (2024) – Maria Schneider
- The Count of Monte Cristo (2024) – Haydée
- Traffic (2024) – Natalia
- Mickey 17 (2025) – Kai Katz
- Adam's Interest (2025) – Rebecca

## Ocenění
Za svou kariéru získala několik ocenění:
- 2012 – Lumière Awards – Nejslibnější herečka (My Little Princess) – Nominace
- 2022 – Lumière Awards – Nejlepší herečka (Happening) – Vítězství
- 2022 – Mezinárodní kinefilská společnost – Nejlepší herečka – Druhé místo
- 2022 – Mezinárodní kinefilská společnost – Nejlepší průlomový výkon – Vítězství
- 2022 – Berlinale (Shooting Star) – Vítězství
- 2022 – César Awards – Nejslibnější herečka (Happening) – Vítězství
- 2022 – Dublinský mezinárodní filmový festival – Nejlepší herečka – Vítězství
- 2024 – 37. Tokyjský mezinárodní filmový festival – Nejlepší herečka (Traffic) – Vítězství